# Ester Ledecká
Ester Ledecká (født 23. marts 1995) er en tjekkisk alpin skiløber og snowboarder.
Hun repræsenterede sit land under vinter-OL 2014 i Sochi, hvor hendes bedste resultat var en kvartfinale i parallelslalom. Under vinter-OL 2018 i Pyeongchang tog hun først guld i alpint, i super-G foran østrigske Anna Veith og Tina Weirather fra Liechtenstein. Senere vandt hun også guld i snowboard, parallel storslalom .
Hun forsvarede sit olympiske guld i parallel storslalom ved OL i 2022 i Beijing. Hun deltog også i super-G, men formåede ikke at forsvare guldet der.